# Boulevard Park (Washington)
Boulevard Park  est une census-designated place américaine de l'État de Washington dans le comté de King. 
La population était de 5 287 habitants en 2010.